# Symfonie nr. 19 (Mozart)
Symfonie nr. 19 in Es majeur, KV 132, is een symfonie van Wolfgang Amadeus Mozart. Hij schreef het stuk in juli 1772.

## Orkestratie
De symfonie is geschreven voor:
- Twee hobo's.
- Vier hoorns.
- Strijkers.

## Delen
De symfonie bestaat uit vier delen:
- I Allegro.
- II Andante.
- III Menuetto en trio.
- IV Allegro.